# Twardosławice
Twardosławice – wieś w Polsce położona w województwie łódzkim, w powiecie piotrkowskim, w gminie Grabica.
Obecna wieś Twardosławice jest zachodnim, mniejszym obszarem wsi Twardosławice, włączonej 1 lutego 1977 do Piotrkowa Trybunalskiego.
W latach 1975–1998 miejscowość administracyjnie należała do województwa piotrkowskiego.
Przez miejscowość przebiega droga wojewódzka nr 473.

## Historia
Od 1867 w gminie Szydłów w powiecie piotrkowskim w guberni piotrkowskiej Od 1919 w woj. łódzkim. Tam 19 października 1933 weszły w skład gromady o nazwie Twardosławice w gminie Szydłów, składającej się ze wsi Twardosławice, kolonii Szydłówka i folwarku Majków. 1 lutego 1938 z gromady Twardosławice wyłączono folwark Majków, tworząc w nim odrębną gromadę w granicach gminy Szydłów.
Podczas II wojny światowej Twardosławice włączono do Generalnego Gubernatorstwa (dystrykt radomski, powiat Petrikau), nadal w gminie Szydłów. W 1943 roku liczba mieszkańców wynosiła 211.
Po wojnie ponownie w województwie łódzkim i powiecie piotrkowskim, jako jedna z 29 gromad gminy Szydłów. W związku z reorganizacją administracji wiejskiej jesienią 1954, Byki weszły w skład nowej gromady Szydłów.
Od 1 stycznia 1973 w nowo utworzonej gminie Piotrków Trybunalski w powiecie piotrkowskim. W latach 1975–1987 miejscowość należała administracyjnie do województwa piotrkowskiego.
1 lutego 1977 gminę Piotrków Trybunalski zniesiono, a większą część Twardosławic (106 ha) włączono do Piotrkowa Trybunalskiego. Poza Piotrkowem pozostała mniejsza część wsi, którą włączono do gminy Grabica.